# 扎波里日亚-赫鲁杜瓦泰
扎波里日亚-赫魯杜瓦泰（烏克蘭語：Запоріжжя-Грудувате），是烏克蘭中部第聶伯羅彼得羅夫斯克州錫內利尼科韋區的旧村。處於中泰爾薩河左岸，分別距離安德里伊夫卡1公里和羅茲多利亞2公里，1982年人口50。
该村在2002年被注销。